# بطولة ويمبلدون 1911
قائمة ببطولات ويمبلدون لسنة 1911:

## فردي رجال
أنتوني ويلدنغ هزم  هربرت روبر باريت. النتيجة: 6-4 4-6 2-6 6-2 (انسحب)

## فردي سيدات
دوروثيا لامبرت شامبرس هزمت  دورا بوثبي. النتيجة: 6-0, 6-0